# جونينيو (لاعب كرة قدم مواليد 1995)
جونينيو (بالبرتغالية: Leovigildo Júnior Reis Rodrigues‏) هو لاعب كرة قدم برازيلي، ولد في 26 ديسمبر 1995 في Cataguases ‏ في البرازيل.

## وصلات خارجية
- جونينيو (لاعب كرة قدم مواليد 1995) على موقع اتحاد أوكرانيا (الإنجليزية)
- جونينيو (لاعب كرة قدم مواليد 1995) على موقع قاعدة بيانات كرة القدم.إي يو (الإنجليزية)
- جونينيو (لاعب كرة قدم مواليد 1995) على موقع Soccerway.com (الإنجليزية)
- جونينيو (لاعب كرة قدم مواليد 1995) على موقع عالم كرة القدم.نت (الإنجليزية)